# Edwin Bramall
Edwin Noel Westby Bramall (18 décembre 1923 - 12 novembre 2019)  est un officier de l'armée britannique. Il est chef d'état-major général, entre 1979 et 1982, et chef d'état-major de la défense de 1982 à 1985.

## Jeunesse et famille
Bramall est né le 18 décembre 1923 à Tonbridge, Kent, Angleterre, le fils du major Edmund Haselden Bramall (1889 - 1964) (fils d'Ernest Edward Bramall (1864 - 1938), directeur général de Desford Colliery, Leicester) et de sa femme Katherine Bridget Westby. Il fait ses études au Collège d'Eton .
En 1949, il épouse Dorothy Avril Wentworth Vernon, dont il a un fils et une fille. Son frère aîné Ashley Bramall est avocat, homme politique travailliste et chef de l'Inner London Education Authority .

## Carrière militaire
Bramall est nommé sous-lieutenant dans le King's Royal Rifle Corps le 22 mai 1943, pendant la Seconde Guerre mondiale. Il prend part au débarquement de Normandie en juin 1944 et sert avec le 2e bataillon de son régiment dans le nord-ouest de l'Europe pendant les dernières étapes de la guerre, recevant la Croix militaire le 1er mars 1945.
Bramall est promu lieutenant le 18 juin 1946 et sert lors de l'occupation du Japon à partir de 1946, avant de devenir instructeur à l'école d'infanterie en 1949. Promu capitaine le 18 décembre 1950, il est stationné au Moyen-Orient à partir de 1953 et est ensuite promu major le 18 décembre 1957. Poursuivant sa carrière militaire, il sert deux ans comme instructeur au Collège d'état-major, Camberley, à partir de 1958, puis est nommé à l'état-major de Lord Mountbatten.
Nommé Officier de l'Ordre de l'Empire Britannique dans les honneurs du Nouvel An 1965, et promu lieutenant-colonel le 25 janvier 1965, il est nommé Commandant du 2nd Green Jackets, The King's Royal Rifle Corps : le bataillon est déployé à Bornéo lors de la confrontation entre l'Indonésie et la Malaisie dans la première moitié de 1966 où ses actions lui valent une mention dans les dépêches. Il reçoit le commandement de la 5e brigade d'infanterie (aéroportable) en novembre 1967 avec une promotion au rang de brigadier le 31 décembre 1967.
Bramall est nommé officier général commandant la 1re division le 6 janvier 1972, avec le grade de major général du 6 avril 1972, Commandant des forces britanniques à Hong Kong avec le grade de lieutenant général le 1er décembre 1973 et nommé Chevalier Commandeur de l'Ordre du Bain dans les honneurs du Nouvel An 1974. Il est commandant en chef des forces terrestres britanniques le 15 mai 1976 et est promu général le 25 juin 1976.

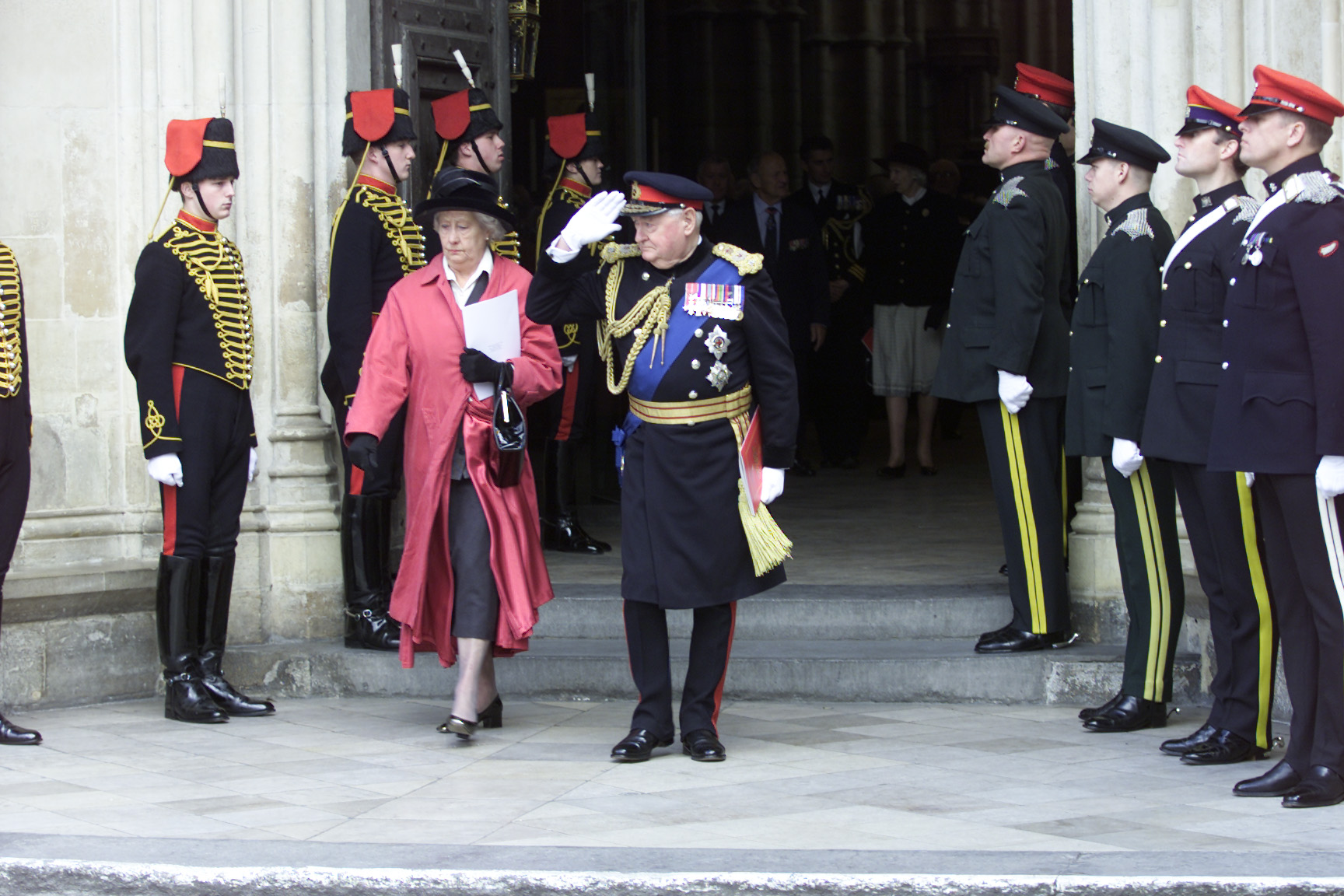
Bramall à l'abbaye de Westminster en 2002

Il est nommé vice-chef d'état-major de la défense (personnel et logistique) le 20 mars 1978, avancé au rang de chevalier grand-croix de l'ordre du bain dans les honneurs du Nouvel An de 1979, avant d'être nommé général aide de camp de la reine le 26 juin 1979 et nommé chef d'état-major général le 14 juillet 1979. Dans ce poste, il soutient fermement le plan de mai 1982 visant à débarquer des troupes à San Carlos Water, puis à avancer rapidement de ces positions aux premiers stades de la Guerre des Malouines .
Bramall est promu maréchal le 1er août 1982 et nommé chef d'état-major de la défense le 1er octobre de la même année. À ce titre, il développe le concept du «cinquième pilier» rassemblant les activités des attachés de défense pour former une structure d'intervention dans les petits pays . Il prend sa retraite en novembre 1985. Il est également colonel du 3e bataillon des Royal Green Jackets à partir de décembre 1973, colonel du 2e King Edward VII's Own Gurkha Rifles (The Sirmoor Rifles) à partir du 14 septembre 1976 et colonel commandant du Special Air Service à partir du 19 mai 1985.

## Fin de carrière
Après sa retraite du service militaire actif, Bramall est Lord Lieutenant du Grand Londres de 1986 à 1998. Il est investi comme Chevalier de la Jarretière en 1990. Il est président du Marylebone Cricket Club (MCC) en 1988 , et Vice-président honoraire à vie du MCC . Il est vice-président de l'organisation d'assistance sociale SSAFA Forces Help.
Bramall est créé pair à vie en tant que baron Bramall de Bushfield dans le comté de Hampshire en 1987. Bramall se prononce à la Chambre des lords contre l'implication du Royaume-Uni dans la Seconde Guerre d'Irak, avertissant que "contrairement à une agression nue, le terrorisme ne peut être vaincu par des moyens militaires massifs" mais par "une protection compétente et une diplomatie positive" .
Le 25 avril 2013, Bramall prend sa retraite de la Chambre des lords. Il est décédé à l'âge de 95 ans le 12 novembre 2019 ,.